# Хасан Сабри-паша
Хасан Сабри-паша (араб. حسن صبرى باشا‎; 1879 — 14 ноября 1940) — египетский политик, премьер-министр Египта в июне-ноябре 1940 года.

## Биография
Получил педагогическое и юридическое образование, начал карьеру с поста директора школы имени Мухаммеда Али в Каире. Позже преподавал в школе Аль-Азгар. В 1926 году был избран в Палату депутатов как представитель Гарбии. В 1931 году был избран в Сенат. В 1933—1934 годах занимал пост министра финансов. В 1934 году получил должность посла Египта в Великобритании. После возвращения на родину стал министром коммерции и связи, а затем — военным министром.
Король Фарук I поручил ему сформировать коалиционный кабинет в июне 1940 года. Умер на полу Парламента после произнесения речи об утверждении ордена Мухаммеда Али высшей государственной наградой Египта.